# Badreddin al-Huthi
Badreddin al-Huthi (arabisch بدر الدين الحوثي, DMG Badr ad-Dīn al-Ḥūṯī; * 3. September 1926 in Dahyan, Gouvernement Saʿda; † 25. November 2010), auch Badr al-Din al-Houthi, war ein jemenitischer Politiker und Gelehrter des zaiditischen Islam. Er ist einer der Gründer der Partei al-Haqq (die Wahrheit) und war einer der geistlichen Führer der Bewegung Ansar Allah (Helfer Gottes), welche später als Huthis bekannt wurden. Er ist der Vater von acht Kindern, darunter Abdul-Malik al-Huthi und Hussein Badreddin al-Huthi. Nach dem Tod von Hussein im Jahr 2004 übernahm er kurzzeitig die Führung der Huthi-Bewegung im Huthi-Konflikt.
Im Jahr 2010 starb er im Alter von 84 Jahren an den Folgen von Komplikationen im Zusammenhang mit Asthma.